# Одуха, Антон Захарович
Антон Захарович Одуха (1910—1967) — лейтенант Рабоче-крестьянской Красной Армии, партизан Великой Отечественной войны, Герой Советского Союза (1944).

## Биография
Антон Одуха родился 25 февраля 1910 года в селе Ивановка (ныне — Славутский район Хмельницкой области Украины). После окончания семи классов школы и Шепетовского техникума электрификации проживал и работал в Харькове. В 1932—1934 годах проходил службу в Рабоче-крестьянской Красной Армии, окончил курсы комсостава. Демобилизовавшись, работал электротехником, директором начальной сельской школы. В начале Великой Отечественной войны оказался в оккупации.
С мая 1942 года активно участвовал в партизанском движении. Первой его крупной акцией стал подрыв немецкого воинского эшелона на участке Славута — Шепетовка при помощи самодельной мины. В июне 1942 года Одуха по заданию Славутско-Шепетовского межрайонного подпольного комитета приступил к организации партизанского отряда. Этот отряд приступил к активной боевой деятельности два месяца спустя. К маю 1944 года он превратился в партизанское соединение численностью более 3000 бойцов. Партизаны Одухи около 900 раз вступали в сражения с оккупантами, нанеся им колоссальные потери. Бойцы соединения Одухи разгромили несколько лагерей для военнопленных, освободив 2190 советских граждан, уничтожили 278 эшелонов, 180 автомашин, 50 танков, бронемашин и мотоциклов, освободили ряд населённых пунктов. Особо отличилось партизанское соединение А. З. Одухи в боях за освобождение города Изяслав в феврале-марте 1944 года совместно с Красной Армией.
Указом Президиума Верховного Совета СССР от 7 августа 1944 года за «образцовое выполнение заданий командования в борьбе против немецких захватчиков, проявленные при этом мужество и героизм и за особые заслуги в развитии партизанского движения на Подолии» Антон Одуха был удостоен высокого звания Героя Советского Союза с вручением ордена Ленина и медали «Золотая Звезда» за номером 3983.
После окончания войны в звании лейтенанта Одуха был уволен в запас. Проживал в Хмельницком, работал заместителем председателя Хмельницкого облисполкома. Позднее окончил Высшую партийную школу при ЦК КПСС, руководил Львовской библиотекой Академии наук Украинской ССР. Умер 15 мая 1967 года.
Был также награждён орденами Красного Знамени и Богдана Хмельницкого 1-й степени, рядом медалей.

## Память
- В честь Одухи названа школа в его родном селе[1];
- Установлен бронзовый памятник-бюст в Славуте[3].